# Стефано Бени
Стефано Бени (Stefano Benni) (Болоња, 12. авуст 1947) је италијански писац, новинар, песник, драматург, сценариста и хумориста.

## Биографија
Бени је аутор многобројних романа и антологија од великог значаја, међу којима се налазе: Bar Sport, Elianto, Terra!, La compagnia dei celestini, Baol, Comici spaventati guerrieri, Saltatempo, Margherita Dolcevita, Spiriti, Il bar sotto il mare e Pane e tempesta. Његове књиге преведене су на више од тридесет језика. Учествовао је у изради недељних часописа L'Espresso и Panorama, месечника Il Mago и Linus, и дневних листова La Repubblica и Il manifesto. Последњих година бави се прикупљањем необјављених прича, које се преводе на арапски и објављују у часопису Al Doha.Године 1989. са Умбертом Анђелучијем режирао је филм Музика за старе животиње према роману Comici spaventati guerrieri са Дариом Фоом, Паолом Росијем и Виолом Симонћони у главним улогама. Две године раније био је сценариста још једног филма, Topo Galileo Франческа Лаудадија, у интерпретацији његовог пријатеља Бепеа Грила.
Поред имагинарних светова и ситуација, његова дела одликује и изузетно сатиричан тон и опис италијанског друштва последњих деценија.
Поред тога, у његовим делима препознатљиви су и неологизми, игре речима пародије на друге књижевне стилове.
У октобру 2009. наступио је са аустралијским кантаутором Ником Кејвом, на концерту у Dal Verme позоришту у Милану. Том приликом читао је на италијанском неке одломке из Кејвове књиге La Morte di Bunny Munro.
У септембру 2015. године на свом Фејсбук профилу објавио је писмо у којем је навео разлоге због којих је одбио награду Vittorio de Sica, која се додељује на годишњем нивоу италијанским и страним личностима које су се истакле на пољу уметности (које обично уручује председник Републике или министар).
Од 2018. руководи школом глуме и академије позоришта у Риму. Дана 21. октобра 2018. на Филмском фестивалу у Риму представљен је биографски документарни филм Le avventure del Lupo - готово истинита животна прича Стефана Бенија, у режији Е. Негронија

## Дела

### Романи
- Terra!, Milano, Feltrinelli, 1983.  88-07-04003-2 неважећи .
- Stranalandia, disegni di Pirro Cuniberti, Milano, Feltrinelli, 1984.  88-07-14083-7.
- Comici spaventati guerrieri, Milano, Feltrinelli, 1986.  88-07-01316-9.
- Una tranquilla notte di regime,(Једне мирне режимске ноћи) Milano, Feltrinelli, 1990.  88-07-01409-2.
- La Compagnia dei Celestini, Milano, Feltrinelli, 1992.  88-07-01446-7.
- Elianto, Milano, Feltrinelli, 1996.  88-07-01495-5.
- Spiriti, Milano, Feltrinelli, 2000.  88-07-01566-8.
- Saltatempo, Milano, Feltrinelli, 2001.  88-07-01602-8.
- Achille piè veloce, Milano, Feltrinelli, 2003.  88-07-01640-0.
- Margherita Dolcevita, Milano, Feltrinelli, 2005.  88-07-01677-X.
- Pane e tempesta, Milano, Feltrinelli, 2009.  978-88-07-01791-9.
- La traccia dell'angelo, Palermo, Sellerio, 2011.  88-389-2576-3.
- Di tutte le ricchezze, Milano, Feltrinelli, 2012.  978-88-07-01910-4.
- La bottiglia magica, Rizzoli Lizard, 2016
- Prendiluna, Milano, Feltrinelli, 2017.  978-88-07-03240-0.
- Dancing Paradiso, Milano, Feltrinelli, 2019.  978-88-07-03344-5
- Giura, Milano, Feltrinelli, 2020.  978-88-07-03393-3

### Збирке
- Bar Sport, Milano, Mondadori, 1976; Feltrinelli, 1997.  88-07-81434-X.
- La tribù di Moro Seduto, Milano, Mondadori, 1977.
- Non siamo stato noi. Corsivi e racconti, Roma, Savelli, 1978.
- Il bar sotto il mare, Milano, Feltrinelli, 1987.  88-07-01346-0.
- L'ultima lacrima, Milano, Feltrinelli, 1994.  88-07-01479-3.
- Bar Sport Duemila, Milano, Feltrinelli, 1997.  88-07-01529-3.
- La grammatica di Dio. Storie di solitudine e allegria, Milano, Feltrinelli, 2007.  978-88-07-01733-9.
- Miss Galassia, illustrazioni di Luci Gutiérrez, Roma, Orecchio acerbo, 2008.  978-88-89025-70-3.
- Fen il fenomeno, Milano, Feltrinelli, 2011.  978-88-07-49114-6.
- Le Beatrici, Milano, Feltrinelli, 2011.  978-88-07-01831-2.
- Pantera, Milano, Feltrinelli, 2014.  978-88-07-03073-4.
- Cari mostri, Milano, Feltrinelli, 2015.  978-88-07-03137-3

### Поезија

#### Збирке
- Prima o poi l'amore arriva, Milano, Feltrinelli, 1981.  88-07-80928-1.
- Ballate, Milano, Feltrinelli, 1991.  88-07-70019-0.
- Blues in sedici. Ballata della città dolente, Milano, Feltrinelli, 1998.  88-07-81463-3.

#### Појединачна дела
El Señor Fulci, in Comitato Bir Zeit, Kufia. Matite italiane per la Palestina, Napoli, L'alfabeto urbano-Cuen, 1988.

### Драматургија
- Teatro, Milano, Feltrinelli, 1999.  88-07-81550-8.
- Teatro 2, Milano, Feltrinelli, 2003.  88-07-81739-X.
- Misterioso. Viaggio nel silenzio di Thelonious Monk, al pianoforte Umberto Petrin, Milano, Feltrinelli, 2005.  88-07-       49041-2. [con DVD]
- Le Beatrici, Milano, Feltrinelli, 2011.  978-88-07-01831-2.
- Teatro 3, Milano, Feltrinelli, 2017.  978-88-07-89016-1.

### Разно
- L'uomo che incontrò il piccolo drago, con Danilo Maramotti in Corto Maltese, nn. 3, 4, 5, 6, 1986, ora in L'uomo che incontrò il piccolo drago, Roma, Mompracem, 2013.  978-88-68-26089-7.
- Asino chi non legge, Milano, Feltrinelli, 1999.  88-07-33072-5.
- Leggere, scrivere, disobbedire, conversazione con Goffredo Fofi, Roma, Minimum fax, 1999.  88-86568-77-0.
- Sull'arte del servire, in Quinto Navarra, Memorie del cameriere di Mussolini, Napoli, L'ancora del Mediterraneo, 2004.  88-8325-124-5.
- Mondo Babonzo. Museo delle creature immaginarie. Catalogo, con Altan e Piero Perotti, Roma, Gallucci, 2006.  88-88716-87-4.
- Vecchio come un libro, Bologna, Biblioteca Sala Borsa, 2006.

### Филмографија

#### Дугометражни
- Topo Galileo, regia di Francesco Laudadio (1987)
- Musica per vecchi animali( Музика за старе животиње) у режији Стефана Бенија и Роберта Анђелучија (1989)
- Bar Sport, у режији Масима Мартелија  (2011)

#### Краткометражни
- Arturo perplesso di fronte alla casa abbandonata sul mare, regia di Marilisa Calò (1991)
- Coincidenze, regia di Gabriele Paoli (2010)
- The 15th Time, regia di Jeymi Martballis (2010)
- Bloody Mary, regia di Yasmina Aidi (2011)

#### Режија
- Musica per vecchi animali (Музика за старе животиње), са Робертом Ђанлучијем

### Дискографија

#### Читањe
- Sconcerto, Са Паолом Дамианијем, Рим, Манифест, 1999. CD снимљен уживо на фестивалу  "Медитеранске гласине", Роћела Јоника, 28. август 1998, на основу текстова из књихе С. Бенија Blues in sedici.

Аудиокњиге
- Балдандерс, Рим, Full Color Sound, 2004.  88-7846-000-1. [уз пратњу музике за коју су се побринули Паоло Дамјани, Роберто Дани, Паоло Фрезу, Умберто Петрин и Ђанлуиђи Тровези]
- La terra desolata,Рим, Full Color Sound, 2010.  88-7846-041-9.[ аудиокњига на ЦД-у са поемом Т.С. Елиота, чита- Стефано Бени, уз пратњу музике Умберта Петрина]